# Sieghard VII.
Sieghard VII. (Sizo) (* um 1010; † 5. Juli 1044 in Menfő, Ungarn) aus dem Geschlecht der Sieghardinger war Graf im Chiemgau.

## Leben
Er war der Sohn des Grafen Engelbert III. im Chiemgau und der Adala, der Tochter von Pfalzgraf Hartwig I.
König Heinrich III. schlug 1044 die Ungarn, doch blieben einige bayerische Adelige, darunter Sizo, auf dem Schlachtfeld (Menfő, 5. Juli 1044). Seine Witwe Pilihild von Andechs († 23. Oktober 1075) war 1072 noch beteiligt an der Einweihung der Abteikirche durch ihren Sohn Sigehard, Patriarch von Aquileia, und weitere Bischöfe und starb als Äbtissin dieses Klosters. Pilihild ist auch in dem Ortsnamen Pillichsdorf (im Weinviertel) verewigt.

## Familie
Aus Sieghards Ehe mit Pilihild von Andechs († 23. Oktober 1075), Tochter von Friedrich I., Graf an der oberen Isar (Andechs), entsprossen folgende Kinder:
- Friedrich I. vom Pongau († 1071), Graf von Tengling ⚭ Mathilde von Vohburg
  - Nachkommen: Peilsteiner, Burghauser
- Sigehard/Sieghart/Syrus VIII. († 1077), Patriarch von Aquileia (1068–1077)
- ?Suanehild, ⚭ Leopold II., Markgraf von Österreich († 1095)
- ?Ellenhard († 1078), Bischof von Freising (1052–1078)
- ?Mathilde ⚭ Rapoto, Graf
- Friedgund, Äbtissin von St. Maria zu Aquileia
- Hildburg (Wilpirk) ⚭ Konrad I. (* um 1035; † 1092), Fürst von Mähren

| Personendaten    | Personendaten       |
| ---------------- | ------------------- |
| NAME             | Sieghard VII.       |
| KURZBESCHREIBUNG | Adliger im Chiemgau |
| GEBURTSDATUM     | um 1010             |
| STERBEDATUM      | 5. Juli 1044        |
| STERBEORT        | Menfő, Ungarn       |